# Lastreopsis calantha
Lastreopsis calantha är en träjonväxtart som först beskrevs av Stephan Ladislaus Endlicher, och fick sitt nu gällande namn av Tindale. Lastreopsis calantha ingår i släktet Lastreopsis och familjen Dryopteridaceae. Inga underarter finns listade.